# Iodure de plomb(II)
L'iodure de plomb(II) est un composé inorganique de formule PbI2. C'est un solide jaune brillant à température ambiante qui devient rouge brique (de façon réversible) en le chauffant. Sous sa forme cristalline, il est utilisé dans les matériaux détecteurs de photons à haute énergie comme les rayons X et les rayons gamma.
L'iodure de plomb est toxique en raison du fait qu'il contient du plomb. Au XIXe siècle, il était utilisé par les artistes comme pigment sous le nom de « jaune d'iode », mais était trop instable pour être utile.

## Synthèse

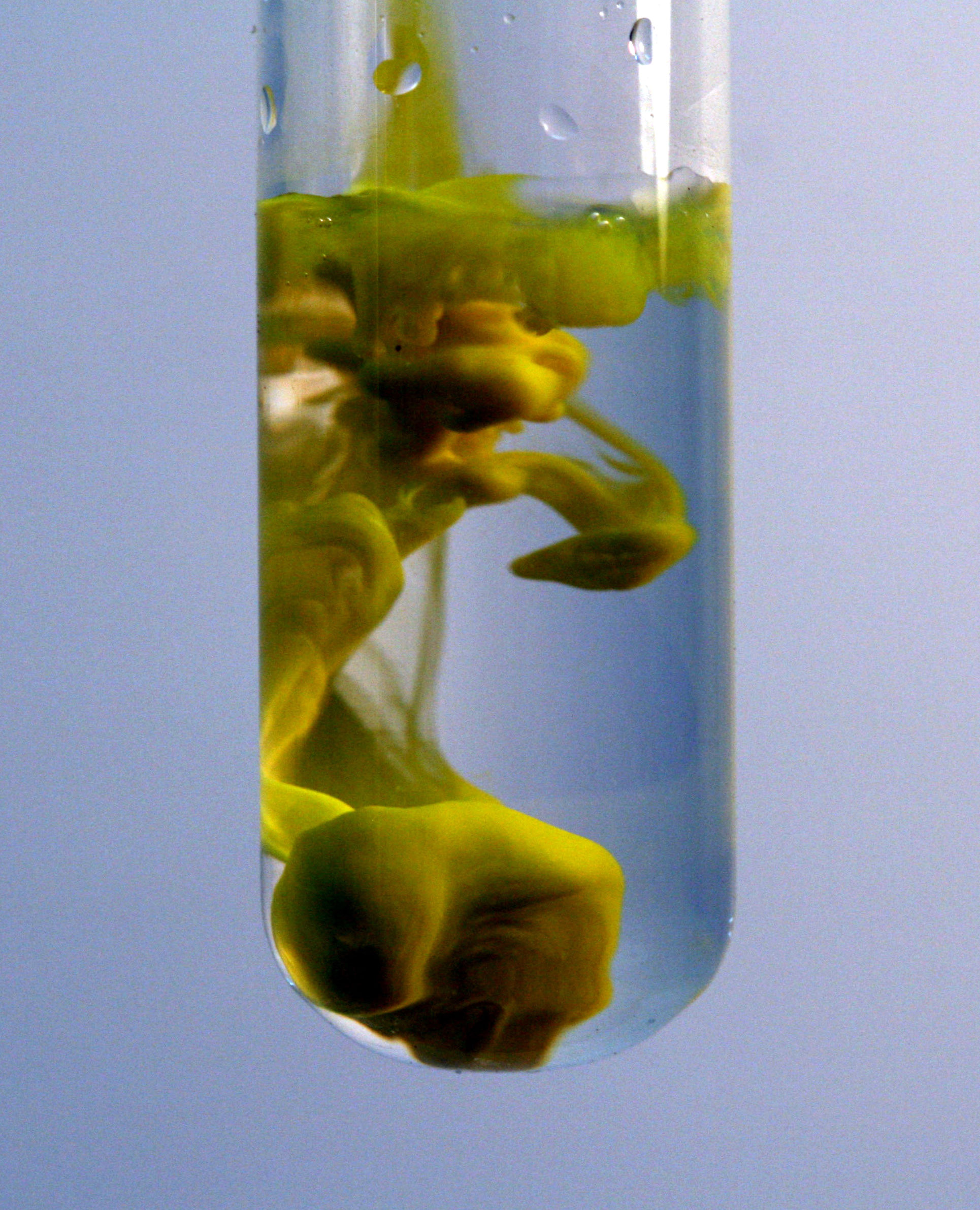
Iodure de plomb précipitant en solution.

Il est possible de  synthétiser l'iodure de plomb par réaction entre l'iodure de potassium (KI) et le nitrate de plomb(II) (Pb(NO3)2) :
2KI + Pb(NO3)2 → PbI2 + 2KNO3
En mélangeant des solutions de ces deux composés, on observe la formation d'un précipité d'iodure de plomb dans la solution.